# Erzhan (sockenhuvudort i Kina, Heilongjiang Sheng, lat 49,67, long 126,95)
Erzhan (kinesiska: 二站, 二站乡) är en sockenhuvudort i Kina. Den ligger i provinsen Heilongjiang, i den nordöstra delen av landet, omkring 440 kilometer norr om provinshuvudstaden Harbin. Antalet invånare är 2 824. Befolkningen består av 1 361 kvinnor och 1 463 män. Barn under 15 år utgör 12,0 %, vuxna 15-64 år 79 %, och äldre över 65 år 7,0 %.
Runt Erzhan är det ganska glesbefolkat, med 26 invånare per kvadratkilometer. Närmaste större samhälle är Woniuhe, 18,9 km sydost om Erzhan. Omgivningarna runt Erzhan är en mosaik av jordbruksmark och naturlig växtlighet.
Genomsnittlig årsnederbörd är 927 millimeter. Den regnigaste månaden är juli, med i genomsnitt 228 mm nederbörd, och den torraste är januari, med 12 mm nederbörd.